# 对民族主义的批评
基于民族主义定义的多样性尤其是個人对其民族认同的不同見解，不同思想学派对民族主义的批评，必然会因人而异，而民族主义在这些批评中也展现出一些普遍问题。

## 來自不同學說的評價

### 社会主义

#### 马克思与恩格斯
作为共产主义理论的联合创建者，马克思和恩格斯在谈论民族主义的时候大多带负面态度，比如在评论民族主义运动时使用“狭隘的民族主义情绪”和“利己的民族主义情绪”描述，而在评价民族主义者时称之为“虚假的民族主义”“狂热的民族主义”。恩格斯就瓜分波兰时批评法兰克福国会时，直斥“多数派的荒谬绝伦的民族主义谎言”。马克思在巴黎公社期间，反驳反对者道：“马志尼一向反对工人运动……他用他那一套民族主义主张带领意大利走向了军事专制。他在想象中建立的国家，对于他就是一切，而现实存在的社会对他毫无意义。人民越早摆脱这种人越好。”
同时他们也批评当时流行的泛斯拉夫主义，将其定性为“反动”，认为这一运动不过是服务于俄国霸权的“鞭子”，“将会把一千年来历史所创造的一切事物化为乌有”。而对于波兰和爱尔兰等地的民族独立运动，两者在大多数情况下都给予了高度的评价，认为波兰“自1792年以来对革命的贡献比这三个国家（指意大利、德意志和匈牙利）所做的贡献都要来的大”，同时也极力赞扬东方殖民地半殖民地地区的民族解放运动。
总体而言，马克思和恩格斯对于民族主义的评价取决于其是否支持社会主义事业、打击资本主义统治，他们极力反对拿破仑三世和沙俄通过所谓“民族原则”肢解国家乃至于将其吞并（如波兰），同时警惕民族主义运动主导社会主义运动，强调“无论是法国人、德国人还是英国人，都不能单独赢得消灭资本主义的光荣，无产阶级的解放只能是国际的事业”。

#### 卢森堡与列宁
罗莎·卢森堡在《民族问题》一文中明确反对民族主义者所主张的“民族自决权”，形容波兰民族主义为“一出现即破灭的泡沫”，民族自决权不过是“现有体制，即社会民主制度，所给予‘民族（nation）’的不是在他们（‘民族’）为其所能时的简陋祝福，就是在其所不能时的空洞短语”。
列宁则提出资产阶级的民族主义与无产阶级的国际主义不可调和的观点，指出“资产阶级和资产阶级民主派的民族主义，口头上承认民族平等，行动上则维护一个民族的某些特权，并总是力主为‘自己的’民族（即资产阶级）取得更大的利益”，鲜明地反对民族主义，在一战以前对第二国际中的各种民族主义加以批评。而及其建立苏俄政权，由于共产主义政权势单力薄，他开始提出联合受压迫民族主义的民族主义，支持殖民地和弱小国家的民族革命事业，声称：“为了同一切形式的民族主义祸害相抗争，宣传民族自决权的意义重大。”

#### 共产主义之外的左派
奥威尔认为民族主义大多来自于非理性的冲动，他写道：“比方说托派，那些托派即便成为了苏联的全民公敌，也不投靠其它任何国家，如果大家能够了解我所说的这种现象所蕴含的本质，那么也就能看透民族主义。民族主义者往往或大多数情况下都在想着竞争声誉，不管是那些积极的民族主义者还是消极的民族主义者，他们的内心积聚总在推动他们鼓吹或贬低某些东西，而这些东西多少都会和所谓胜利、战败、以及耻辱有关。对于历史，尤其当代史，尽管所有大国都有过风雨兴衰，但民族主义者都只看作是自己在进步而他们痛恨的敌人在退步的过程。民族主义终归和胜利信仰不一样，不可能每次都在这胜利者的一边，相反他只是在选边站后想要让自己相信自己站对了队伍了并一直坚持下去，直到最后完全事与愿违才肯放弃。”

### 自由主义
以赛亚·伯林在《关于偏见的笔记》中如此评价民族主义：“民族主义——十九世纪每个人都认为它正在衰退——在今天大概是最强大也最危险的力量。它常常是创伤的产物，这种创伤是一个民族在自尊或领土方面加之于另一个民族的。如果路易十四没有进攻并掠夺德国人，没有在以后若干年内羞辱他们（在政治、战争、艺术、哲学与科学各个领域，太阳王的国家为所有人制定法律），德国人在十九世纪早期用他们猛烈的民族主义反对拿破仑时，也许不会变得如此富有进攻性。同样，在十九世纪，如果俄国人没有被西方视为野蛮的大众，中国人没有在鸦片战争或更普遍的剥削中受羞辱，他们也许不会那么容易听信那种学说：允许他们——借助谁也无法阻止的历史力量——在粉碎所有资本主义的不信者之后继承这个世界。如果印度人没有被庇护，等等等等。光是贪婪或荣耀感不足以培育征服、民族奴役、帝国主义等等，这些东西还是通过某种核心观念来进行自我辩护，诸如：法国文化是惟一真正的文化；白人的责任；共产主义；成见（视别人低等或邪恶）。只有知识，细致的而不是简捷的知识才能驱散它，即使不能驱散人类的攻击性或对非我族类（肤色、文化、宗教）的嫌恶；此外，历史、人类学、法律（特别是如果它们是“比较的”，而不是像它们通常那样只属于一个人自己的国家）也可以提供帮助。”

## 問題

### 發動戰爭破壞和平
民族主义在挑起战争方面的作用毋庸赘言，主张统一的民族主义引发了无数纠纷，而主张分裂的民族主义也同样引起如南斯拉夫内战相互碾轧的冲突。
哲学家格雷林指責“（民族主義者）所声索的边界引发了过去无数血腥战争”，还认为“地球上没有一个国家不能容纳不止一种彼此不同而又能够美美与共的的文化。文化遗产和民族认同不是一回事”。爱因斯坦在1929年的访谈中将当时的欧洲形容为“民族主义的疯人院”，并称“民族主义是幼稚的传染病，是人类的麻疹”；然而他十分支持犹太复国主义，称犹太人的民族主义“不会伤害到其他人民，犹太复国主义规模太小而难以发展为帝国主义组织”。

### 影響國際合作
民族主義的興起還會極大影響國際合作，而在經濟下各國採取經濟民族主義政策與鄰為壑，將會最終導致國際經濟的衰退。奉行民族主義政策的政府很大程度上也影響了聯合國等國際組織發揮其應有的作用。國立政治大學法學院前院長朱建民教授認為，民族主義精神對內有其結合作用，對外其分裂缺點；狹義的民族主義分裂世界，威脅國際真正合作；民族主義有一種傾向，不但過份重視民族價值，犧牲其他價值，而且誇張自己民族，減損其他民族；國家設法透過國際組織消除極端民族主義份子發動之戰爭:6。

### 威脅民主自由
许多学者认为民族主义是民主自由的极大威胁，然而伯林、泰勒等學者還是認為民主制度和自由社會應該建立在一個穩定的民族國家之上，还有学者认为民主化转型在激发民族主义浪潮、制造诸如卢旺达大屠杀等民族冲突起到了很大作用。
余英时在1975年的《中国现代民族主义和知识分子》中称“孫中山先生首揭民族主義為中國現代立國的第一最高原則，洵屬巨眼卓識”，而在1996年《飞弹下的选举—民主与民族主义之间》转而批评民族主义，“民族主义在本质上是一种情绪，而非一套系统的学说。其解决问题的办法主要是诉诸人类放荡不羁的情绪，而不是诉诸人类那点本来就十分有限的理性秉赋”。“民族主义是危害国际安全的、最不稳定的、最难以控制的因素，民族主义的情绪极易在不同的民族间挑起仇恨和不和。”“选择了民族主义就意味着选择了血与剑。”“民族主义强调族国的绝对主权，排斥个人自治，从而极可能压制、剥夺个人的权利，造成对内对外都不受约束的绝对专制的政治主权。”“民族主义虽然把民族利益看得至高无上，但除在文化领域可小有作为外，根本无法为实现民族利益提供真正有效的手段。”